# Lasauvage
Lasauvage (lb. Zowaasch) − wieś (Uertschaft) w południowym Luksemburgu, w kantonie Esch-sur-Alzette, w gminie Differdange. Do 3 października 2015 gmina leżała w dystrykcie Luksemburg. Liczy 450 mieszkańców (1 stycznia 2023). 